# Anton Martin Slomšek
Anton Martin Slomšek [antón martín slómšək], rojen kot Anton Slomšek, slovenski škof, pisatelj, pesnik, pedagog in blaženi, * 26. november 1800, Uniše, † 24. september 1862, Maribor.

## Življenje
Anton Martin Slomšek je bil doma s premožne kmetije na Slomu pri Ponikvi. Iz Slomškove rodbine je že pred Antonom izšel duhovnik Blaž Slomšek (1708-1740), ki je bil stric Antonovega očeta Marka, kasneje pa se je za ta poklic odločil tudi Janez Slomšek (1831-1909), ki je bil sin Antonovega bratranca Gregorja, torej Antonov pravi mrzli nečak. Mati je bilo ime Marija Zorko, primožena z Črešnjic pri Frankolovem.
Anton je po opravljeni nedeljski šoli in trivialki vpisal na celjsko gimnazijo, kjer ga je profesor Zupančič navdušil za slovenščino in poezijo. Ker je zgodaj postal sirota, se je na posebnem učiteljskem tečaju v 3. razredu gimnazije z odliko usposobil za inštruktorja učencev, da se je s poučevanjem lahko preživljal. Po končani gimnaziji se je vpisal na študij filozofije na ljubljanskem liceju. Filozofijo je študiral (s Prešernom in drugimi kolegi) v Ljubljani, potem pa v Senju in Celovcu. V Celovcu se je odločil za študij bogoslovja, bil leta 1824 posvečen v duhovnika in prvo sveto mašo obhajal v Olimju, od leta 1825 pa služboval kot kaplan pri Sv. Lovrencu na Bizeljskem, kasneje v Novi Cerkvi pri Vojniku. 1829 je postal duhovni vodja (spiritual) v celovškem semenišču, 1838 pa župnik v Vuzenici..
Postal je tudi dekan in šolski nadzornik v lavantinskem Št. Andražu, opat v Celju in lavantinski škof. Ob škofovskem imenovanju si je poleg rojstnega imena Anton izbral še ime Martin, po svojem birmanskem botru, pa tudi župnijskem zavetniku.
Iz vneme za slovenščino je že med študijem teologije ustanovil slovensko društvo, poučeval bogoslovce v slovenščini in jih navduševal za pisne in govorne vaje, kot spiritual v celovškem semenišču pa jih je navajal k prevajanju in jih pridobival za sodelovanje pri svojih knjigah. O ljubezni do maternega jezika je govoril tudi v pridigah, slovensko misel pa širil v knjigah, zelo si je tudi prizadeval za slovensko šolo na kmetih. Kot škof se je dolgo potegoval za to, da bi bila slovenska štajerska cerkvena enota (takrat je celjsko okrožje pripadalo lavantinski škofiji, drugi kraji pa sekovski). Slomšek je leta 1859 dosegel premestitev sedeža škofije v Maribor in v njenem okviru združil skoraj vse štajerske Slovence.
Izhodišča prizadevanja za duhovno, moralno, versko, kulturno in narodnostno prenovo škofije je Slomšek jasno opredelil z rekom »Sveta vera bodi vam luč, materni jezik pa ključ do zveličavne omike«. Na versko in duhovno zavest Slovencev je skušal vplivati s pridiganjem in z uveljavljanjem nedeljskih šol ter reorganizacijo trivialk. V verski in narodni prerod je vključil tudi literarno in založniško dejavnost. Veliko je pisal, zlasti za otroke in mladino. Ohranjenih je veliko njegovih pesmi (nekatere so ponarodele) in basni.
V času škofovske službe je duhovnike oskrboval z izdajanjem svojih pridig, uvajal je nove ljudske pobožnosti (predvsem majniške šmarnice), ustanavljal razna društva in bratovščine.
Njegov sodobnik France Prešeren (oba sta bila rojena 1800) mu je namenil dva tako imenovana zabavljiva napisa: Tempora mutantur in Ker stara para zlomek devištva preveč vzel.

## Anton Martin Slomšek in materni jezik
Pri sedemnajstih letih je v hiši lekarnarja Baumbacha iz knjige Philippa Hecqueta prevajal zdravniške recepte. V šoli je bral Vodnikove in Jarnikove pesmi ter spodbujal učence k pisanju slovenskih nalog. V ta čas spada prva Slomškova pesem Govorjenje na godovanje našiga dobriga učenika Janeza Kuttelna.

### Abecedna vojna
Slomšek je posegel v črkopisno vprašanje, ko je vlada ukazala narediti prevod nekega nemškega dela in med drugimi recenzenti določila tudi Slomška. Podprl je metelčico z razlogom, da ta služi ne le Kranjski, Štajerski, slovenskemu delu Koroške, temveč je uradno vpeljana tudi na Goriškem in Primorskem, dajnčica pa je stisnjena le na ozko celjsko območje. Lavantinski ordinariat je odobril Slomškovo sodbo, zavrgel dajnčico in v šole uvedel prevod v metelčici. Slomšek je zaradi vztrajanja dajnčičarjev leta 1832 sprejel slovnico in slovar A. Murka v bohoričici, ki sta mu pomenila konec hudega abecednega spora in ostalih novotarij. Po letu 1843 pa je Slomšek s svojimi tiski avtoritativno sprejel gajico.

### Narodna zavest
Slomšek je posebno skrb namenjal maternemu jeziku. Kot študent 1. letnika bogoslovja je pri ilirskem guberniju v Ljubljani vložil prošnjo za ustanovitev stolice za slovenski jezik na bogoslužni šoli v Celovcu. Prošnja je bila odklonjena, kar je Slomška spodbudilo, da je s pristankom semeniškega ravnateljstva organiziral prostovoljni tečaj slovenščine za kolege – s tem je iz prerodnih nagibov hotel vzgojiti sebe in kolege za sposobne učitelje ljudstva in jih pripraviti k pisanju slovenskih knjig. Za vajo je tečajnikom dajal prevajati spise cerkvenih očetov in jih navduševal za verzifikacijo s tem, da jih je seznanjal s svojimi pesmimi. Veliko skrb je Slomšek posvetil slovenski poeziji: s tečajniki je poleg Vodnikovih in Jarnikovih, prebiral tudi ljudske pesmi; tudi nekaj njemu manj všečnih satir Podvinskega, zlasti pa Kranjsko čbelico, za katero se je zelo zanimal. Nadarjene učence je spodbujal k pesnikovanju mladinskih, šolskih, družabnih pesmi za nedeljske šole. Za tako udejstvovanje je Slomšek imel oporo tudi v koroških slavistih profesorjih Ahaclu in Poklukarju, zlasti pa v vsestransko prerodno zelo aktivnem župniku Urbanu Jarniku.

## Književno delo

### Poezija
Za potrebe tečaja slovenščine je Slomšek začel pesniti v letih 1821–25 in tudi za pevski zbor, ki ga je ustanovil med semeniščniki – potrebovali so slovenske pesmi. Takrat je nastalo vsaj 12 danes znanih pesmi, večinoma prigodnic: Slovenstvo (domoljubni posnetek Vodnikove Ilirije oživljene), Ulimja, Zgodnja danica, Zvezdje (godovnice Prašnikarju), Slovenski raj (Ahaclu), Drava, slovenska reka in Spomladni god sv. Urbana (Jarniku), Sklen prijatelov ljubeznivi (Jeseničniku), Tersa dva (Jeseničniku in sebi), Sv. Jožefa beli limbar (Poklukarju), Zvezda sv. Treh kraljev (spiritualu Gašperju Albrechtu), Naržlahtnejši stan: kmetovski ino duhovski … Iz tega časa so še rokopisni zvezki z naslovom Modri izreki: 70 izpisov latinskih aforizmov iz svetih očetov v prostem slovenskem proznem in verzificiranem prevodu. Poleg cerkvenega je gojil tudi družabno petje. Ker pa ni imel na voljo primernih besedil, jih je sam zlagal, prirejal ali prevajal ter jih podlagal domačim ali tujim melodijam. Tako je na Bizeljskem nastalo kakih 20 pesmi, med njimi spet nekaj prigodnic, nekaj katehetičnih pesmi in pesmi za šolarje (Tri narlepše rožice), pa tudi tiste družabne, ki so se, še preden so bile tiskane, močno priljubile in razširile: Zdravica za Slovence (Slovenc Slovenca vabi …), Vinska trta (Na svetu lepše rožce ni …), Veseli hribček (En hribček bom kupil …), Šent Urbanova (Preljubi sveti Urban, ti dober naš mejaš …), Gorica (Nikdar na svetu boljšga ni …), Napitnica (Letos je prav dobro leto …), Šentjanževa (Zdaj pijmo še šentjanževca …), Vino in voda in Poslednja veselica. Slomšek v ohranjenih zapisih sam navaja, da gre za stara predelana besedila – ljudske pesmi je torej »požlahtnjeval« s tem, da jih je vsebinsko predeloval, ljudi je hotel versko in moralno vzgajati z vedro pesmijo.
Med bivanjem v Strmcu (Novi Cerkvi) je napisal okrog 40 novih pesmi: nekaj kratkih liričnih meditacij (Življenje človeka, Smrt, Pravičnost najdelj trpi, Modrost itd.), nekaj nabožnih, tj. postnih, katehetičnih pesmi, hvalnic in prevode nekaterih psalmov ter posvetnih, med njimi prigodnico Dobri dušni pastir, zloženo Jakominiju za zlato mašo, Železo in kladivo, Pastir in ovčice, označevalko Sedanji svet, Dobro jutro, Večernica, Juternica, Lahko noč itd. Bolnemu prijatelju Strašku v tolažbo je zložil Hudo vreme, opis nevihte z moralizirajočim prenosom na človeka (kako hrumijo v njem strasti), zanj je tudi končal prevod Schillerjeve pesmi Zgon (kasneje Zvonovo pesem), s čimer je izpričal višjo literarno ambicijo. V ta čas sodi še Boštjan goljfan, ki jo sam označuje kot učno pesem za mladino, ki zanikrno obiskuje šolo. Tudi med temi pesmimi je več prevodov oz. predelav ljudskih in umetnih.

### Strokovna literatura in pridige
Knjižno delovanje v prozi je Slomšek začel s prevodom praktične medicinske knjižice Prepis eniga pisma … Kako so srečno zdravili tiste, ktere je bolezen kolera prijela. 
Izdelke svojih nadarjenih učencev, ki so pod njegovim vodstvom prevajali Krištofa Schmida, je temeljito popravljal in pilil. Poskrbel je za spodbudno slovensko branje, ki ga je celovški tiskar Leon po neverjetnem uspehu Slomškove knjige Keršansko devištvo rad tiskal (Perjetne perpovedi za otroke, Kratkočasne pravlice otrokam v podvučenje, Sedem novih perpovedi za otroke, Martin, mladi pušavnik, Dober dar za mlade ljudi, Troje ljubeznivih otrok, Dve lepi reči). Svojim celovškim učencem in prijateljem v spomin je Slomšek (v sodelovanju z drugimi) sestavil in izdal Mnemosynon Slavicum, duhovniški priročnik za liturgična opravila. Najpomembnejše pedagoško delo je napisal v Vuzenici: Blaže in Nežica v nedeljski šoli.
Slomšek se uvršča med pridigarje, ki svojih nastopov niso prepuščali naključju, temveč so se na govor temeljito pripravili, upoštevajoč Osmero pravil, kakor je v svojem pridigarskem učbeniku Vaje za cerkvene zgovornosti priporočal predvsem bogoslovcem in govornikom: izbira predmeta govora, zbiranje gradiva po shemi kaj, kdo, kje, zakaj, kako, kdaj, s čigavo pomočjo, razvrstitev gradiva, odbiranje gradiva, določitev sloga, izbira besed in jezika, skrb za izvirnost, primerna dolžina. Upošteva tudi trdno tridelno zgradbo: navod ali vpeljavo z navedbo razloga za govor, predstavitvijo teme govora in osnovne resnice ali teze (do ene petine po obsegu), razlaganje ali dokaz, ki naj temelji na razumljivem opusu, osebni izkušnji, prispodobah in zgledih, zavrnitvi nasprotnih mnenj, aplikaciji na poslušalce in pridobitvi poslušalcev. Sledi sklep, v katerem kratko ponovi osnovne misli in čustveno nagovori poslušalce.

## Anton Martin Slomšek in šolstvo
Spodbude za Slomškovo šolniško delo sta verska vnema in sočustvovanje z neizobraženim slovenskim ljudstvom. Slomšek je pomagal pri reorganizaciji trivialke, zlasti pa razgibal župljane z nedeljsko šolo. Kot šolski nadzornik se je načrtno zavzemal z besedo in dejanjem za ljudsko šolo: iztrebljal mehanično učenje, gojil materinščino, ohranjal stare in poskrbel za nove šole, napravil šole privlačnejše, zlasti s petjem, pozival učitelje, naj zbirajo pesmi. Glede zunanjega ustroja šolstva je želel: da država zadostno vzdržuje učiteljstvo ali prepusti poučevanje cerkvenim redovom, poenotenje pripravniških učiteljskih tečajev, tesno povezavo učiteljev z učiliščem zaradi praktične vadbe kandidatov, razširitev nepopolne celjske gimnazije v popolno s ponudbo. Leta 1859 je v Mariboru ustanovil bogoslovje in teološko šolo (to je bila prva visoka šola v Mariboru in predhodnica današnje mariborske univerze).

## Anton Martin Slomšek in kultura

### Založništvo
Slovensko slovstveno prizadevanje je v tridesetih letih poleg cenzure najbolj oviralo to, da ni bilo založnikov in tiskarjev, ki bi hoteli kaj vlagati ali tvegati za slovensko knjigo. Zato je leta 1835 Slomšek poskušal osnovati samozaložbo za nabožne in šolske knjige. Zaradi vse večjega števila bralcev (zaradi nedeljskih šol) je potreba po ustreznem branju v Slomšku ponovno vzbudila dolgoletni načrt glede ustanovitve javnopravnega društva za izdajanje dobrih, cenenih slovenskih knjig za ljudstvo. Leta 1851 je bilo prav s Slomškovo spodbudo in pomočjo ustanovljeno Društvo Cirila in Metoda, kot se je sprva imenovala založba Mohorjeva družba. Velika ljudska knjižna založba je začela delovati leta 1852. Njene knjige so prodrle med vse plasti slovenskega ljudstva in slovenski narod dvignile na visoko kulturno raven.

### ZbornikDrobtinice
Ko je Slomšek pri lavantinskem ordinariatu vložil prošnjo in priložil pravila za ustanovitev društva za izdajanje slovenskih knjig za ljudstvo, je bila prošnja zavrnjena, saj slovenske knjige niso bile zaželene. Zato je ubral drugo pot, izdal je zbornik Drobtinice (za novo leto 1846).
Prvi izvod zbornika z nabožno, življenjepisno, poljudnoleposlovno in glasbeno vsebino, ki je bil namenjen kot vzgojno nabožno berilo predvsem mladini »v podučevanje ino za kratek čas«, je izšel leta 1846. Zbornik je izšel enkrat letno; prvi dve leti ga je urejal Slomšek, pozneje pa njegovi učenci (Slomšek je ostal sodelavec do smrti). Zbornik je bil zelo priljubljen, zanimanje je vzbudil tudi pri starejših bralcih, ne le pri mladih. Slomšek je iz zdravstvenih in moralnih vzrokov protestiral proti izkoriščanju mladoletnikov z zaposlovanjem v industriji, zato je v zborniku objavil pesem Vbogi otrok v faberkah (socialna pesem, prilagojena razmeram v predilnici pri Preboldu).

Ubogi otrok v faberkah

Jaz preubogo revno srotle

sem v dvanajstim leti že,

pa sim slabo in revečno,

bledo mojo lice je.

Osem let še nisem melo,

dali so me stariši,

de vreteno tu obračam,

ino predem cele dni.

Toplo zunaj sonce sije,

pa na sonce jit ne smem,

kedar rožice cvetijo,

srotle jaz za nje ne vem.

Kedar mlade, bele ovčke

po ledinci skačete, 

moram pri vretenu stati,

de otekle mam noge.

Ljube ptičice veselo

ve po drevji pojete,

jaz pa revno, ubogo revše

pri vreteni jokam se.

Oh, kak srečno ljuba žvinca

po planinah tam živi,

srečni so pastirji mladi,

vsi rudeči, kakor kri.

Jaz pa v tej veliki hiši

mlado srotle zdaj medlim,

nimam nauka, ne veselja,

revše bom, dokler živim.

V faberko me oče dajo,

ino grejo žganja pit;

kavo kuhajo si mati,

jaz pa moram tukaj bit!

Kar vretenam jaz zaslužim,

stariši zapijejo;

srotle sem ino ostanem,

dokler smrt me vzela bo.

Koljko revnih, zapušenih,

je po faberkah otrok!

Kjer ni vere, ni ljubezni,

tam je samo dnar njih bog.

### Duhovniški poklic
Priprave za bodoči poklic je Slomšek že med študijem vzel zelo resno. Poleg obveznih predavanj iz občega vzgojeslovja je uspešno končal tudi tečaj za kateheta na normalki in prevzel veroučiteljsko službo na nedeljski nadaljevalni šoli za vajence. Kot spiritual je Slomšek v celovškem semenišču vzgajal bogoslovce: z njimi je vsako jutro premišljeval, jih učil katehetiko in pedagogiko, obrede, moliti brevir, brati mašo, cerkvenega petja, dela za šolo in vernike. Kot lavantinski škof v Št. Andražu je uvedel letne duhovne vaje za duhovnike, pospeševal ljudske misijone (kljub prepovedi s strani oblasti), na njegovo vabilo so se leta 1852 v Celju naselili lazaristi.
Ustanovil je po papežu potrjeno Bratovščino sv. Cirila in Metoda za cerkveno zedinjenje, ki se je razširila po vsej Evropi, podpiral je prekomorske misijone. S pastirskimi listi je obravnaval najrazličnejše zadeve javnega in zasebnega življenja. Za nadarjene revne dijake in študente je ustanovil Podporno društvo in zavod Maximilianum (»Maksimilijanišče«) v Celju in Victorinum v Mariboru. V letih 1856–57 je kot sovizitator avstrijskih benediktinskih samostanov posegal v cerkvene zadeve vse Avstrije. Slomšku se je posrečilo združiti skoraj vse štajerske Slovence v svoji škofiji (tudi tiste, ki so prej spadali pod avstrijsko graško škofijo) in jih tako odtegniti popolnemu germaniziranju.

### Prenova škofije
Slomšek je leta 1848 znova načel vprašanje škofijske meje. Leta 1859 mu je končno uspelo škofijski sedež iz Št. Andraža prenesti v Maribor, in s tem so kraji med Muro in Dravo prišli v lavantinsko (danes mariborsko) škofijo. Najprej so se spremenile meje škofije. Slomšek je želel še veliko več, kot je dobil, saj dvajset zaželenih župnij z graškega področja niso priključili lavantinsko-mariborski škofiji (na pogajanjih je obveljal politični in ne narodnostni vidik razmejitve) – a vseeno je Slomšku uspelo v svojo škofijo vključiti okrog 200.000 Slovencev, ki so prej pripadali graški škofiji in bi sicer ostali pod avstrijskim vplivom.
Dne 4. septembra 1859 je bil Slomšek v Mariboru slovesno ustoličen.

## Glavna dela

### Proza
- Prevod medicinske knjižice: Prepis eniga pisma … kako so srečno zdravili tiste, ktere je bolezen kolera prijela.
- Pripovedi za otroke: basni Vran in lisica, Star lisjak in mlada kokoš, Jež in lisica, zgodbe Kovač in krojač, Popotnika, Jezusove jaslice …
- Učbeniki: Blaže in Nežica v nedeljski šoli, 10 različnih učbenikov za dvojezične šole, mdr. Abecednik za slovensko-nemške šole.
- Vzgojno-krščansko-poučna dela: Keršansko devištvo, Hrana evangelskih naukov, Keršanska beseda katoliškim misijonam pomagat, Življenja srečen pot, Kratkočasne pravlice otrokam v podvučenje, Šola vesela lepega petja za pridno šolsko mladino, Molitvice ino potrebni nauki za pridne mladenče, Posebni nauki ino molitve za žensko mladost, Sv. križev pot ino litanije od terplenja ino smerti Jezusa Kristusa, Angelska služba za mladenče k'sveti maši streči …

#### Blaže ino Nežica v nedeljski šoli
Slomškovo najpomembnejše pedagoško delo Blaže in Nežica v nedeljski šoli je bilo napisano v Vuzenici leta 1842. Knjiga je poleg zasnovana za učitelje in uporabna tudi kot učbenik na nedeljskih šolah. V okviru »krištofšmidovske« povesti vsebuje učno snov in učni tečaj za idealno nedeljsko šolo. S pripovedjo o dveh kočarskih otrocih, ki ju nedeljska šola usmeri v znanje in življenjsko srečo, je Slomšek želel predvsem vzgajati. Knjiga je bila leta 1844 razprodana. Dobiček je bil namenjen za učitelje pripravnike na celjski glavni šoli. Čeprav je knjiga napisana v marsičem po nemških vzorih (Christopher Schmid, Sailer, Jais), na praktično življenje uravnana učna snov sloni na domačem življenju in okolju.
Vsebina:
Po zmrznjenem potoku se drsajo dečki, med njimi tudi Lojze, sin graščinskega gospoda Kamenskega. Pod njim se udre led in voda ga nese pod mlinsko kolo. Na pomoč mu priskočita Blaže in Nežica – Blaže ustavi mlinsko kolo, Nežica pa steče po očeta, da izvleče Lojzeta izpod loput. Deček se potem zdravi pri Mlinaričevih, kjer ga z branjem kratkočasi Barica, ki obiskuje kaplanovo nedeljsko šolo. Pri njej se naučita brati tudi Blaže in Nežica, ki se potem ob podpori gospoda Kamenskega vključita v nedeljsko šolo. Blaže se izuči za mizarja, se zaposli v Milanu, dobro zasluži in se poroči, Nežica pa gre za pestunjo na neko graščino, kjer se prikupi in jo omožijo z grajskim oskrbnikom.
Knjiga je polna pripovedi iz človekovega vsakdanjega življenja, ki poučujejo, kako ravnati v določenih situacijah. Naslovi nekaterih poglavij: Nauki za domačo snažnost, Kaj storiti, kadar zagori, Kako se za zdravje skrbi, Sadjereja, Tudi na gobah smrt sedi, Zadolžnica, Pogodba, O steklini …

### Poezija
- Prigodnice (večinoma iz obdobja 1821–25): Slovenstvo, Ulimja, Zgodnja danica, Zvezdje, Slovenski raj, Spomladni god sv. Urbana, Sklen prijatelov ljubeznivi, Tersa dva, Sv. Jožefa beli limbar, Zvezda sv. treh kraljev, Naržlahtnejši stan: kmetovski ino duhovski …
- Družabne: Zdravica za Slovence (1827), Vinska trta (1833), Veseli hribček (1833), Dobra volja (1833), Poslednja veselica (1838), Gorica (1846), Napitnica (1846) …
- Pesmi za šolarje: Tri narlepše rožice (1833), Veselo jutro (1851), Lenuhi potepuhi (1851), …
- Kratke lirične meditacije (iz obdobja 1827–29): Življenje človeka, Smrt, Pravičnost najdelj trpi, Modrost …
- Pobožne: Kraljevo znamnje križ stoji, V nebesih sem doma, Hvaljen bodi Jezus Kristus (1847), Češčena si, Marija (1834) …

#### Pesme po Koroškem ino Štajerskem znane
Leta 1832 (a z letnico 1833) sta Matija Ahacel in Anton Slomšek izdala ljudsko antologijo ali pesmarico z napevi Pesme po Koroškim ino Štajerskim znane. V predgovoru sta povedala, da hočeta s knjigo pospeševati moralnost, buditi ljubezen do maternega jezika in petja ter ohraniti spomin koroškega ljudskega pesnika Andreaša. V zbirki sta se predstavili dve koroški in štajerski generaciji Slomškovih učencev in sodelavcev. Od 33 pesmi je 15 Slomškovih (ostali avtorji so bili M. Andreaš, U. Jarnik, A. Urek, J. Strašek, M. Vodušek in drugi). Prireditelja sta, upoštevajoč predvsem pevnost, z njo dosegla svoj praktični cilj: pesmi so poživile slovenski pouk v bogoslovnici in v šoli, neopazno so izpodrivale »kosmate« ljudske in se na tihem upirale ljubezenskim v Kranjski čbelici. Pomnožile pa so repertoar posvetnih slovenskih pesmi s 33 izvirnimi, popravljenimi ali po nemški predlogi (tekst, melodija) posnetimi pesmimi. Zbirka je bila takoj razprodana, zato je bila še dvakrat ponatisnjena.
Franceta Prešerna, ki je bil podpornik ljudskih pesmi, je ujezilo, da je Matija Ahacel hotel s to pesmarico doseči, da bi ljudstvo opustilo "vse nesramne, umazane, klafarske, nespodobne pesni". Zato je o tej pesmarici napisal zabavljivi napis z naslovom Ahaclovim pesmim:
Ne čudi se, neslane

da pesmi bodo brane,

lej, pure vabi: "puri, puri!"

in božje volke "šuri, muri!"

### Pridige
Dolžnost svoj jezik spoštovati (1838), Vaje cerkvene zgovornosti (1862), Jezik je vir dobrega in zla (1829), Za krščansko govorjenje (1825), O Jezusovem rojstvu (1835), O zveličavni krščanski veri (1835) …

#### Dolžnost svoj jezik spoštovati
Slomškova najbolj znana in kulturnozgodovinsko pomembna pridiga je nastala leta 1838, ko je bil Slomšek spiritual v celovškem bogoslovju (1829–38) in je živo občutil raznarodovalni pritisk germanizacije na Koroškem in zgornjem Štajerskem.
Slomšek v pridigi opozori predvsem na dve stvari, ki ga žalostita: na Nemce, ki Slovence zaničujejo (Slomšek svetuje vernikom, naj živijo pošteno, da bodo časti vredni pred Bogom in ljudmi, tako da Nemci ne bodo imeli nič slabega govoriti čez Slovence), in na slabo navado Slovencev, ki se sramujejo svojega rodu in jezika, nočejo govoriti slovensko. Svetuje jim, naj bodo ponosni na svoj jezik, naj ga spoštujejo, saj je prav, da je na svetu toliko različnih narodov in jezikov.

## Smrt in češčenje

### Smrt
Škof Anton Martin Slomšek je umrl 24. septembra 1862 v Mariboru. Kot vzrok smrti navajajo bolečine v želodcu, ki so ga že dolgo mučile. 
Pokopan je v mariborski stolnici.

### Beatifikacija
28. in 29. junija 1936 so v Mariboru potekali t. i. Slomškovi dnevi, dvodnevne slovesnosti in manifestacije za beatifikacijo škofa Slomška. 29. junija 1936 je notranji minister in duhovnik dr. Anton Korošec svečano izročil lavantinskemu škofu dr. Tomažiču prošnjo za beatifikacijo škofa Slomška, ki jo je podpisalo okrog 400.000 slovenskih katoličanov. Slomškove dneve so organizirani z namenom, da bi se javno izrazila želja slovenskih katoličanov po tem, da se škofa Slomška razglasi za svetnika. Kot odmev na Slomškove dneve v Mariboru je prosvetni minister 27. junija 1936 odredil, naj se 24. september leta 1936 na vseh ljudskih šolah v Dravski banovini praznuje kot Slomškov praznik.
Slomška je papež Janez Pavel II. 19. septembra 1999 razglasil za blaženega. Ob tem je določil za njegov godovni dan njegove smrti, 24. september. Še vedno pa poteka postopek za razglasitev za svetnika, ki ga znotraj Rimskokatoliške cerkve vodi Postulatura postopka za Slomškovo kanonizacijo.

## Dela
- Anton Martin Slomšek: Blaže in Nežica v nedelskej šoli. Celovec: Janez Leon, 1857. (COBISS)
- Anton Martin Slomšek: Tri pridige o jeziku. Celje: Mohorjeva družba, 2001. http://nl.ijs.si/e-zrc/slomsek/ (17. 1. 2012).
- Tri pridige o jeziku: Svoj jezik je treba spoštovati. http://nl.ijs.si/e-zrc/slomsek/html/slomsek-sl3.html (27. 12. 2011)

## Cerkve in kapele, ki jih je posvetil Slomšek
Novozgrajene cerkve in kapele, ki jih je posvetil Slomšek:
- Cerkev Marijinega vnebovzetja, Dobrna, 15. avgust 1846 (prva cerkev, ki jo je posvetil)[6]
- Cerkev sv. Urha, Strojna, 7. maj 1848[7]
- Cerkev sv. Križa, Dobrova pri Dravogradu, 11. maj 1851[8]
- Cerkev Marije Zvezde, Nova Štifta, 1854[9]
- Cerkev sv. Katarine, Šmihel nad Pliberkom, 1858[10]
- Cerkev sv. Martina, Šmartno v Rožni dolini, 1858[6]
- Cerkev sv. Nikolaja, Ljubija, 27. junij 1861[11]
- Cerkev sv. Marije, Smolnik, 1861[12]
- Grajska kapela Marijinega brezmadežnega spočetja na Gradu Slivnica, 30. julij 1862[13]
- Cerkev sv. Križa, Bele Vode, 8. avgust 1862[14]
- Cerkev sv. Rozalije, Spodnji Gabernik, 21. september 1862 (zadnja cerkev, ki jo je posvetil)[13]

## Poimenovanja
Po Slomšku je poimenovanih mnogo ustanov, krajev in zgradb:

### Slovenija
- cerkve: Gornja Bistrica, Maribor, Zgornja Rečica
- kapele: v župnišču Župnije Celje - Bl. Anton Martin Slomšek, v stolnici sv. Danijela, v Kadetnici Maribor, v Univerzitetnem kliničnem centru Maribor
- župnije: Maribor - Košaki, Celje - Bl. Anton Martin Slomšek, Velenje - Bl. Anton Martin Slomšek
- kraji:

- Slomškov trg: Celje, Maribor
- Slomškova ulica: Ajdovščina, Brežice, Grosuplje, Lenart v Slovenskih goricah, Ljubljana, Loče, Mengeš, Murska Sobota, Ptuj, Rodica, Rogatec, Rogaška Slatina, Slovenska Bistrica, Slovenske Konjice, Šmarje pri Jelšah, Zreče
- Slomškovo naselje: Lendava

- vzgojno-izobraževale ustanove: Gimnazija Antona Martina Slomška Maribor, Slomškovo dijaško semenišče Maribor, Slomškov vrtec Slovenska Bistrica, Osnovna šola Antona Martina Slomška Vrhnika
- podjetja: Slomškov zavod, Slomškova družba, Slomškova knjigarna, Slomškova založba, Slomškova ustanova
- drugo: Minoritski samostan blaženega Antona Martina Slomška Olimje, Slomškov dom Brežice, Slomškova romarska pot, Devetdnevnica v čast blaženemu škofu Antonu Martinu Slomšku

### Tujina
- Slomškov dom Celovec
- Humanistični in družbeno-ekonomski licej Anton Martin Slomšek Trst
- Slomškov dom Ramos Mejía (Argentina)
- Slovensko versko središče bl. A. M. Slomška (Lemont IL., ZDA)